# Лопатин, Фёдор Иванович
Фёдор Иванович Лопа́тин (8 февраля 1914, Орехово-Зуево — 22 ноября 1943, Киев) — советский военный лётчик, лейтенант, Герой Советского Союза (1940).

## Биография
Родился 8 февраля 1914 года в городе Орехово-Зуево Богородского уезда Московской губернии в семье рабочих-текстильщиков.
После окончания школы-семилетки и Школы фабрично-заводского ученичества работал слесарем на заводе «Респиратор».
В 1936 году был призван в ряды РККА. 
Являясь стрелком-радистом флагманского самолёта 6-го дальнебомбардировочного авиаполка 27-й дальнебомбардировочной авиабригады ВВС 7-й армии, во время войны с Финляндией 1939—1940 годов служил на Северо-Западном фронте и в декабре 1939 года участвовал в воздушном бою советских бомбардировщиков с 11 истребителями противника, в ходе которого 2 вражеских самолёта были сбиты.

C июня 1941 года участвовал в Великой Отечественной войне. Получил звание лейтенанта.
Фёдор Иванович Лопатин погиб 22 ноября 1943 года, в воздушном бою в районе города Киева.

## Награды
- Герой Советского Союза (15.01.1940) — «за образцовое выполнение боевых заданий командования на фронте борьбы с финской белогвардейщиной и проявленные при этом отвагу и геройство» (медаль «Золотая Звезда» № 209)
- Орден Ленина (1940)

## Память
- В апреле 1970 года именем Героя Советского Союза Ф. И. Лопатина названа улица в городе Орехово-Зуево Московской области, на одном из домов установлена мемориальная доска.